# Gatunki synchroniczne
Gatunki synchroniczne – dwa lub więcej gatunków występujących równocześnie. Jest to pojęcie przeciwstawne gatunkom alochronicznym, czyli występującym w odmiennych przedziałach czasowych.